# Yakan (Cameroun)
Pour les articles homonymes, voir Yakan.
 (novembre 2018).
Si vous disposez d'ouvrages ou d'articles de référence ou si vous connaissez des sites web de qualité traitant du thème abordé ici, merci de compléter l'article en donnant les références utiles à sa vérifiabilité et en les liant à la section « Notes et références ».
Yakan est une localité du Cameroun, située dans l'arrondissement de Bafia, le département du Mbam-et-Inoubou et la région du Centre.